# St. Bonifacius (Minnesota)
St. Bonifacius es una ciudad ubicada en el condado de Hennepin en el estado estadounidense de Minnesota. En el Censo de 2010 tenía una población de 2283 habitantes y una densidad poblacional de 829,23 personas por km².

## Geografía
St. Bonifacius se encuentra ubicada en las coordenadas 44°54′18″N 93°44′53″O / 44.90500, -93.74806. Según la Oficina del Censo de los Estados Unidos, St. Bonifacius tiene una superficie total de 2.75 km², de la cual 2.74 km² corresponden a tierra firme y (0.47%) 0.01 km² es agua.

## Demografía
Según el censo de 2010, había 2283 personas residiendo en St. Bonifacius. La densidad de población era de 829,23 hab./km². De los 2283 habitantes, St. Bonifacius estaba compuesto por el 94.17% blancos, el 1.93% eran afroamericanos, el 0.09% eran amerindios, el 1.75% eran asiáticos, el 0.09% eran isleños del Pacífico, el 0.53% eran de otras razas y el 1.45% pertenecían a dos o más razas. Del total de la población el 3.24% eran hispanos o latinos de cualquier raza.